# Royal IHC
Royal IHC ou Koninklijke IHC, jusqu'en 2014 IHC Merwede, est une société néerlandaise dont le siège est à Kinderdijk. La société se concentre sur le développement, la conception et la construction de navires et d'équipements pour le dragage et l'industrie offshore.

## Historique
La société est issue de la fusion de deux sociétés: IHC Holland et Merwede Shipyard (IHC signifie : Industrial Trade Combination). Les deux entreprises ont une histoire qui remonte à plus de 100 ans : IHC Holland en se spécialisant principalement dans le dragage et le chantier naval Merwede en construisant pour l'industrie offshore en plus du dragage.
En 1992, les deux chantiers relèvent du même holding, IHC Caland. En 1995, ce nom a été changé pour IHC Holland Merwede. Le 1er mars 2005, IHC Caland NV a vendu les chantiers navals et a continué sous le nom de SBM Offshore. Peu de temps après, le nom IHC Holland Merwede a été changé pour IHC Merwede pour des raisons stratégiques.
Les raisons de la scission des activités de construction navale étaient: la nature incertaine du flux de commandes et les faibles marges bénéficiaires. Environ 50% de la main-d'œuvre travaillait dans la construction navale, mais la contribution à la valeur totale d'IHC Caland n'était que d'environ 5%. C'était aussi le résultat de la pression des actionnaires. Auparavant, une introduction en bourse était envisagée, mais les activités ont finalement été reprises par trois investisseurs. 49% de toutes les actions ont fini avec Rabobank, 33% sont allés à la direction et aux employés et les 18% restants étaient détenus par Parkland, une partie du groupe Indofin.
En 2013, IHC a célébré son 325e anniversaire. La société actuelle a été formée en 1943 à partir de la fusion de chantiers dont les prédécesseurs étaient actifs depuis le dix-septième siècle. En 2014, IHC a reçu la désignation royale ; la même année, le nom a été changé de IHC Merwede à Koninklijke IHC (Royal IHC en anglais). Une couronne a également été ajoutée au logo.
À la mi-2013, l'entreprise a reçu la plus grosse commande jamais réalisée.  Il a pu construire six navires poseurs de canalisations pour l'industrie pétrolière brésilienne, à la compagnie maritime Sapura Navegação Marítima S.A. filiale de Sapura Energy . La valeur de la commande est d'environ 1 milliard d'euros. Il fournit du travail à 4.000 personnes, principalement dans les chantiers navals de Krimpen aan den IJssel et Kinderdijk et des fournisseurs. La livraison a eu lieu en 2015 et 2016. Les navires sont utilisés pour le développement de champs pétrolifères qui se trouvent à une profondeur de plus de 2500 mètres.
En juin 2015, on a appris que des centaines d'emplois allaient être perdus à l'IHC. La société doit se réorganiser en raison de la baisse des commandes en raison du faible prix du pétrole et du personnel supplémentaire a été embauché pour la commande importante du Brésil. Sur plus de 3.000 travailleurs permanents, environ 850 emplois ont été perdus, en partie à cause de licenciements forcés. Désormais, IHC veut seulement construire des navires à Krimpen aan den IJssel et Kinderdijk. La cale de halage a été fermée à Sliedrecht, où toutes les autres activités de production d'IHC, telles que l'équipement des navires, étaient concentrées. Le chantier de Hardinxveld-Giessendam a été vendu à Neptune Marine en 2017. De plus, une partie de la production a été transférée à l'étranger.
En 2018, l'entreprise a subi une perte record de 80 millions d'euros. Il y a eu des dépassements de coûts importants dans certains grands projets complexes. Au cours de l'année, la société a reçu une injection financière de 120 millions d'euros, dont 90 millions d'euros des banques et 30 millions d'euros des actionnaires sous la forme d'un prêt subordonné. L'entreprise peut utiliser cet argent pour avancer pendant environ deux ans.

## Activités
La société est active dans quatre domaines: la construction navale, l'offshore, l'exploitation minière et les techniques de fondation. L'industrie de la construction navale est le leader du marché de la construction de dragues. Les clients comprennent des sociétés de dragage, des sociétés de transport maritime, des sociétés pétrolières et gazières, des entrepreneurs offshore et des entreprises de construction.
En 2018, IHC emploie environ 3.300 personnes réparties sur les sites d'Alblasserdam, Apeldoorn, Delfgauw, Dordrecht, Goes, Kinderdijk , Krimpen aan den IJssel, Raamsdonksveer, Sliedrecht et Hardinxveld-Giessendam. La société est active à l'international avec ses propres bureaux en Chine, à Dubaï, à Singapour et aux États-Unis.

## Galerie

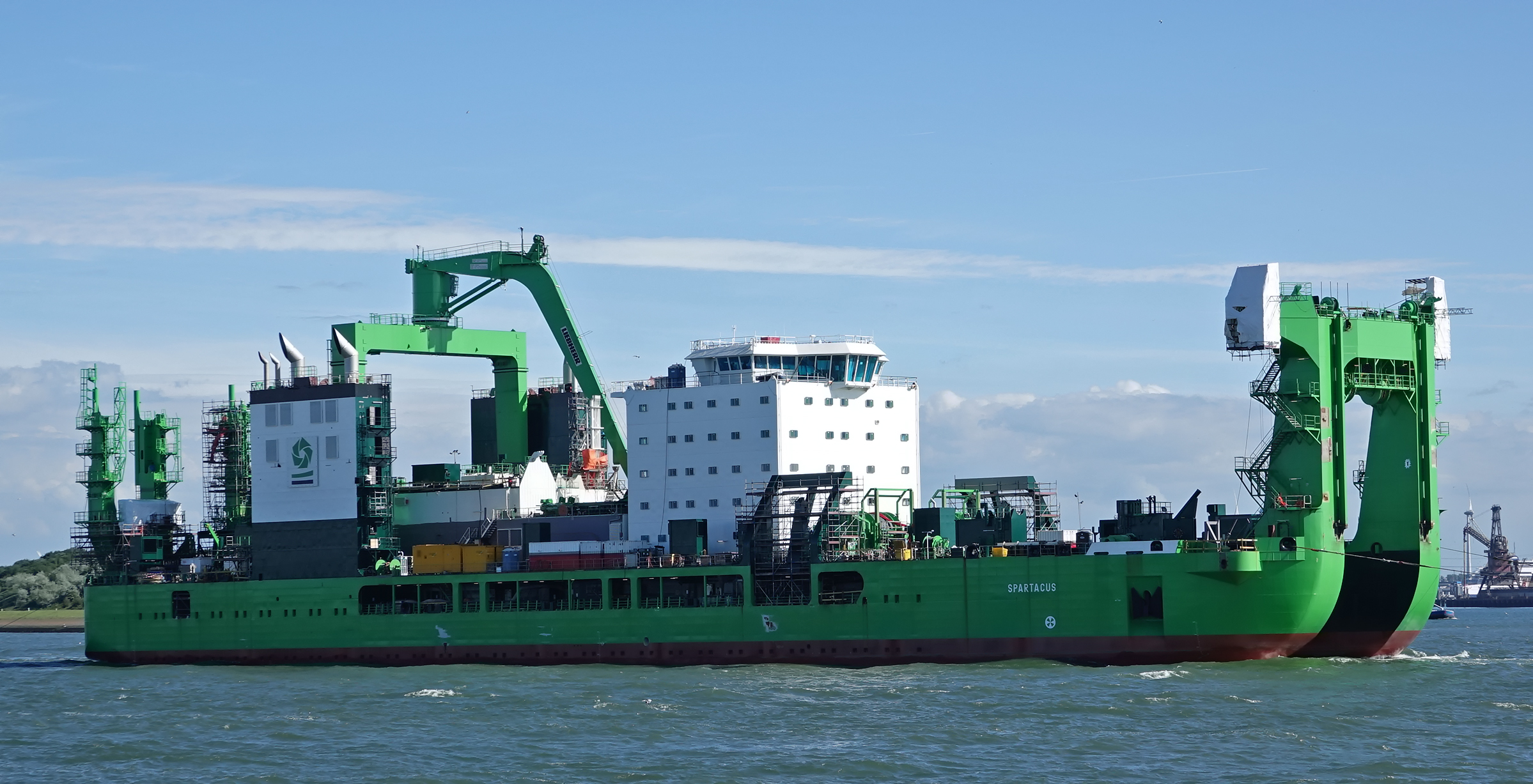
Spartacus (2019)
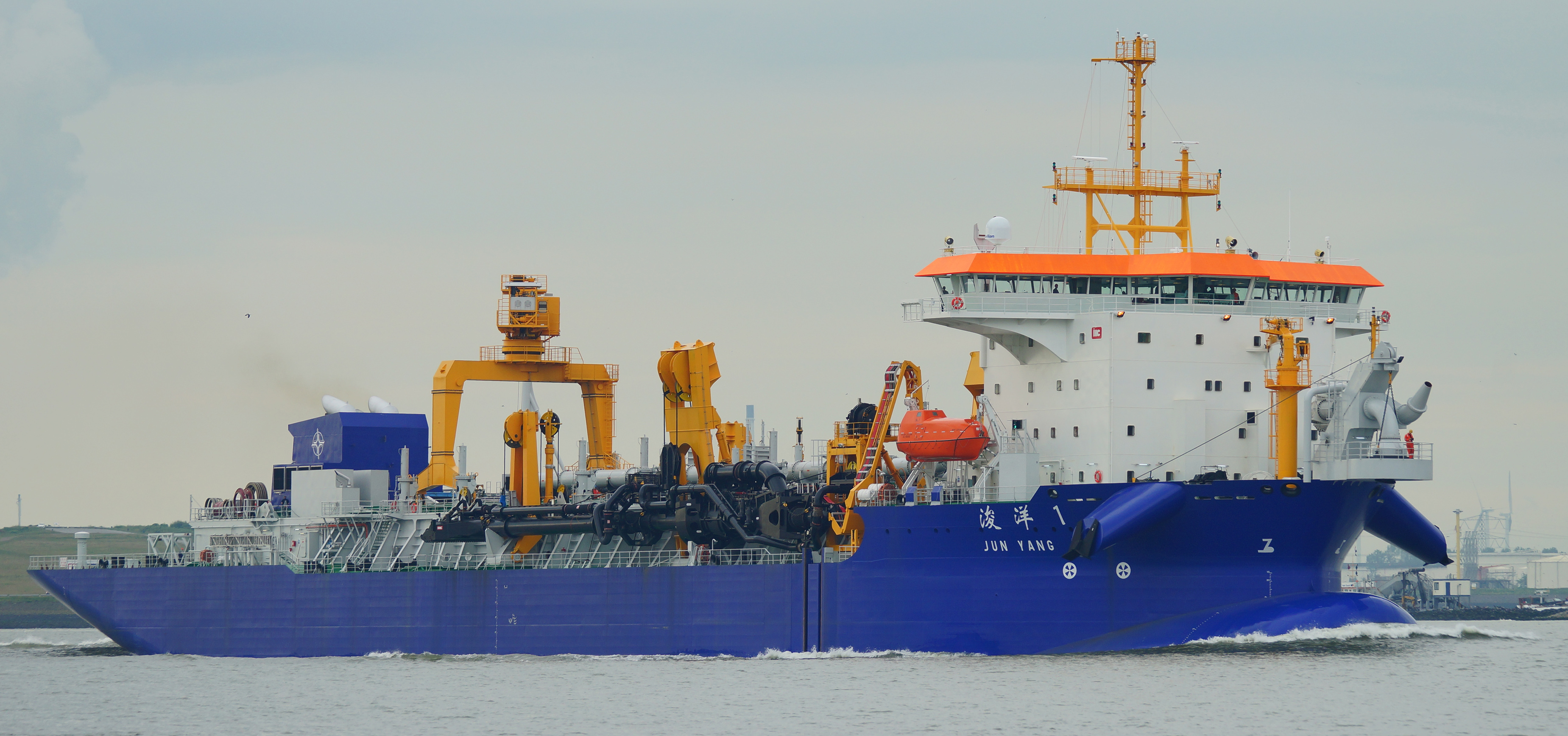
Jun Yang1 (2016)
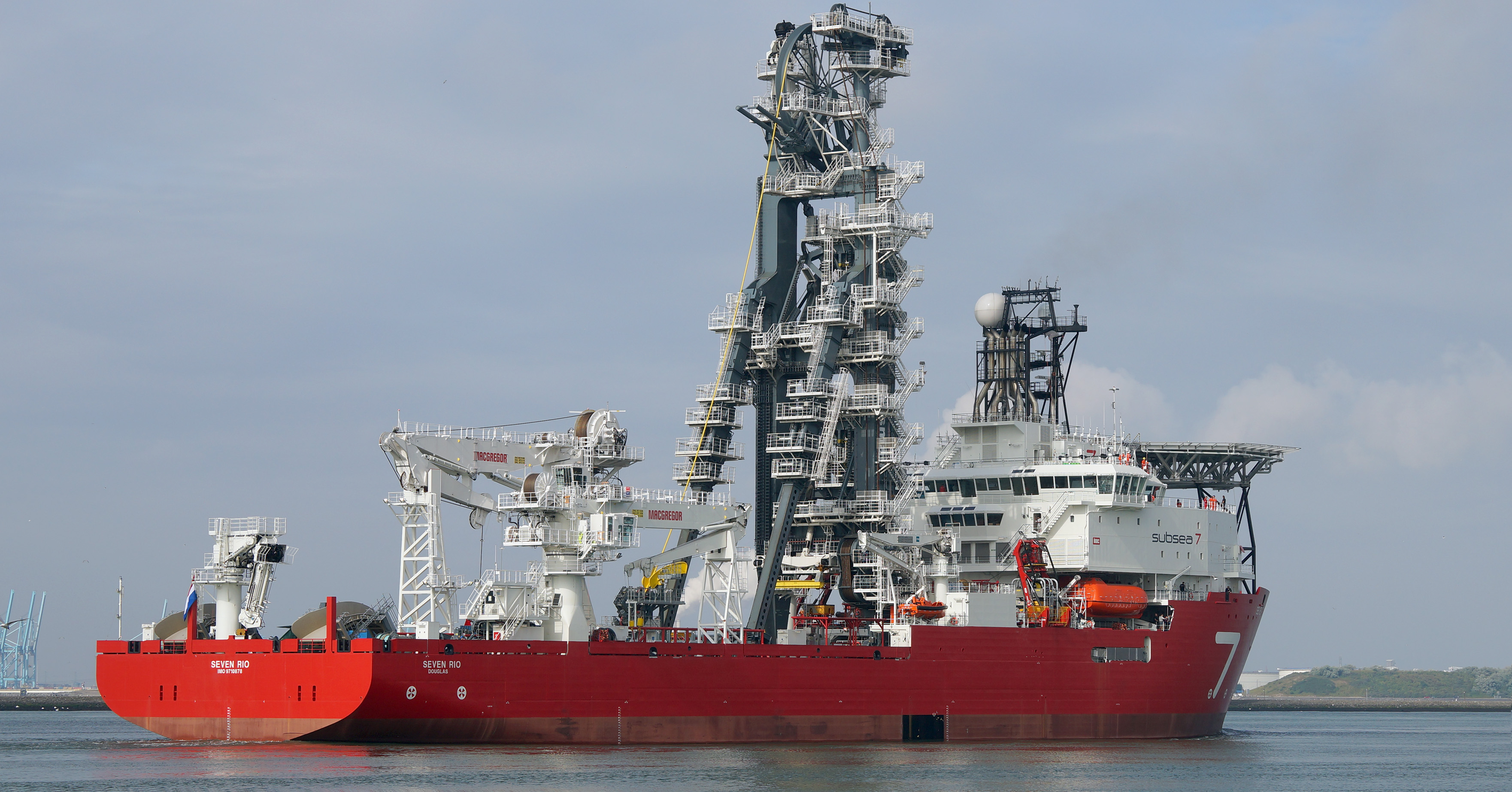
Seven Rio (2015)